# ABC (Parijs)
ABC is een historisch Frans merk van motorfietsen.
Het ontstond uit het Britse merk ABC Motors in Walton-on-Thames.
In 1921 trok de Engelse regering haar steun aan ABC in Walton-on-Thames in. De bouw van de ABC Skootamota-scooter (eigenlijk een gemotoriseerde step) werd uitbesteed aan Gilbert Campling Ltd. op het eiland Wight. Sopwith, dat de ABC motorfietsen produceerde, kwam in moeilijkheden door garantieclaims van de klanten en de ABC-productie werd overgenomen door Gnome et Rhône in Parijs. Zo ontstond de Société Française des Moteurs A.B.C. In 1924 verdween de merknaam ABC ook in Frankrijk van het toneel toen deze machines Gnome et Rhône gingen heten.